# Zara Whites

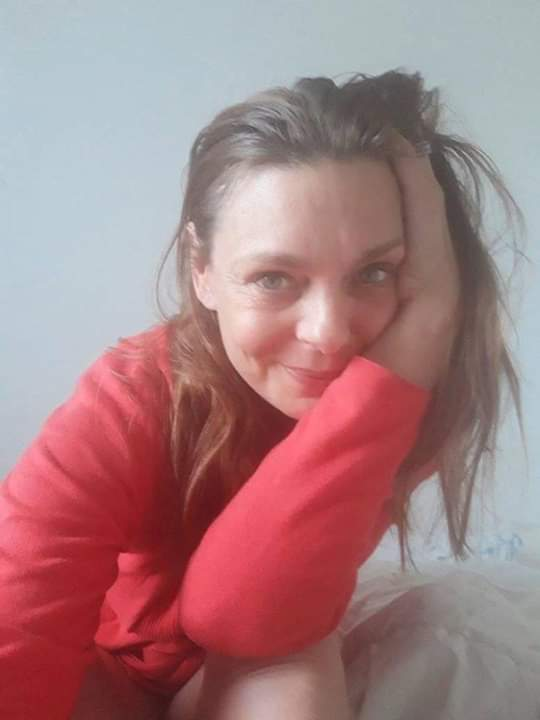
Esther Kooiman alias Zara Whites (2019)

Zara Whites (* 8. November 1968 als Esther Kooiman in ’s-Gravendeel; bürgerlich Esther Spincer) ist eine niederländische Schauspielerin und Pornodarstellerin, die vor allem in den 1990er-Jahren zahlreiche Erotikfilme drehte.
Bekannt ist zum Beispiel die Fernseh-Erotikfilmreihe Joy in Love, die sie Anfang der 1990er-Jahre als Hauptdarstellerin für den französischen Fernsehsender M6 drehte, zu der etwa die Filme Joy in San Francisco und Joy in Africa gehören.

## Biographie
Zara Whites verließ die Schule sehr früh und zog bereits mit 17 Jahren zu ihrem Freund. Sie arbeitete als Bardame und später als Prostituierte in einem Club. Die niederländische Model-Agentur Veronique verschaffte ihr einen neuen Job in Italien, wo Zara als Oben-ohne-Tänzerin in der Fernsehshow Colpo Grosso (dem italienischen Original von Tutti Frutti) auftrat. Nach dem Scheitern ihrer Beziehung mit einem italienischen Grafen ging sie nach Paris und begann als Callgirl zu arbeiten. Während eines Fotoshootings für Penthouse (sie posierte auch für den Playboy) wurde Rocco Siffredi, ein Pornoregisseur und -darsteller, auf sie aufmerksam. Ein paar Monate später hatte sie ihr Debüt in The Challenge. Sie arbeitete mit Filmregisseuren wie John „Buttman“ Stagliano, zum Beispiel in Buttman’s European Vacation und Andrew Blake, danach beendete sie ihre Pornokarriere. Anfang der 1990er-Jahre kehrte sie nach Paris zurück, wo sie von nun an Softcore-Filme wie die auf den Romanen von Jean-Pierre Imbrohoris beruhende Fernsehreihe Joy In Love drehte, in der sie ein hübsches, aber ein wenig naives Fotomodel spielte. Durch eine Brustvergrößerung veränderte sie später ihr Image.
Ab 2007 tritt sie auch mit politischen Anliegen an die Öffentlichkeit. Sie engagierte sich für Tierschutz, arbeitete mit PETA zusammen und ist seit 2017 als Kandidatin für die französische ökologische Partei Alliance écologiste indépendante tätig, der sie seit 2011 als Mitglied angehört.

### Trivia
Zara Whites wird in dem Lied Die Eine von der deutschen Hip-Hop Band Die Firma erwähnt.

## Auszeichnungen
- Hot d’Or: Beste ausländische Darstellerin 1992
- Hot d’Or d'Honneur 1994

## Filmographie
- Secrets (1990) (V)
- Titillation 3 (1991) (V) (als Zara White), alternativ: Die Erlebnisse der Zara White (Deutschland: Videobox-Titel) und Das Pornographische Tagebuch der Zara White (Deutschland: Videobox-Titel)
- Joy In Love (1992) (mini) (TV-Serie)
  - Joy et Joan chez les pharaons (1992) (als Joy) (alternativ: Joy and the Pharaohs (Großbritannien), Joy et les pharaons (Frankreich) und Joy – Tempel der Lust (Deutschland))
  - Joy en Afrique (1992) (TV) (als Joy) (alternativ: Joy in Love: Joy en Afrique (Frankreich) und Joy – Strapsgenuß in Afrika (Deutschland))
  - Joy à San Francisco (1992) (TV) (als Joy) (alternativ: Joy in San Francisco (internationaler englischer Titel), Joy – Meisterschaft in jeder Stellung (Deutschland) und Joy in San Francisco (Deutschland))
  - Joy à Moscou (1992) (TV) (als Joy) (alternativ: Joy in Love: Joy à Moscou (Frankreich) und Joy – Abgestürzt und weich gelandet (Deutschland))
  - Joy à Hong Kong (1992) (TV) (als Joy) (alternativ: Joy in Love: Joy à Hong Kong (Frankreich) und Joy – Notlandung in Lack und Leder (Deutschland))
- Divina – Der Weg zum Ruhm (2001) (V) (alternativ: Divina – Der Weg zum Ruhm (Italien))